# Palagano
Palàgano (Palaghen in dialetto frignanese) è un comune italiano di 2 055 abitanti della provincia di Modena in Emilia-Romagna, situato a sud-ovest del capoluogo. Fa parte dell'Unione dei Comuni del Distretto Ceramico, che ha sede a Sassuolo.

## Geografia fisica
Il territorio comunale, compreso nella valle del torrente Dragone, affluente del fiume Secchia, è prevalentemente di natura collinare; l'altimetria varia da circa 300 metri ai 1450 metri. L'utilizzo del suolo è in prevalenza agricolo, sono inoltre presenti ampie zone boschive a roveri, querce e castagni specialmente fitte all'innalzarsi dell'altezza.

## Storia

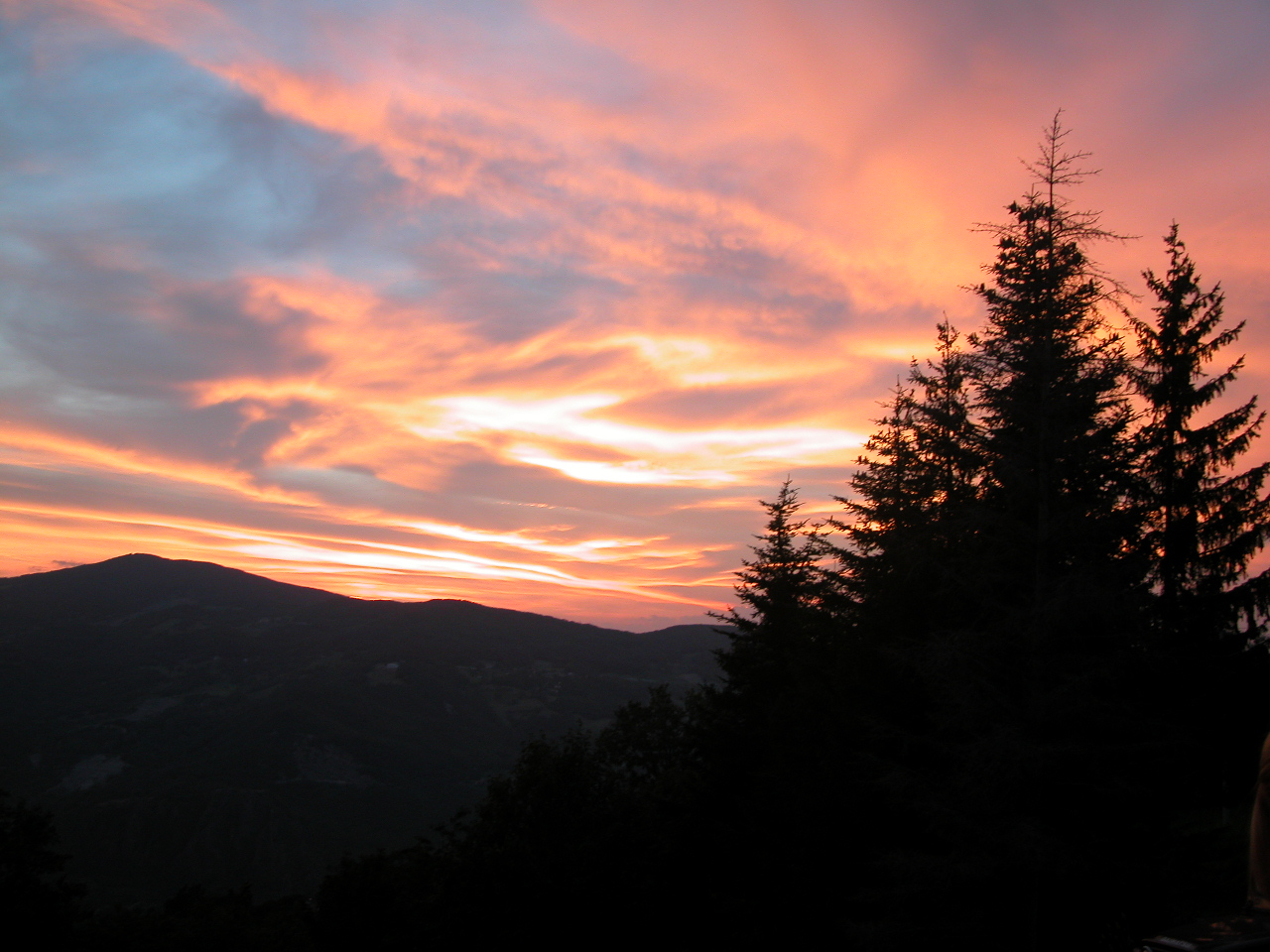
Palagano

Il nome del paese si ritiene derivi dal latino palaga, che significa "pepita d'oro"; non si hanno notizie di ritrovamenti nel passato di tale metallo prezioso. La zona però, specialmente vicino alla frazione di Boccassuolo, è stata oggetto nei secoli scorsi di scavi per l'estrazione di rame, calcopirite e ferro.
La prima volta che la località viene citata è in un antico rogito del 1144, quando Palagano era uno dei più popolosi villaggi delle Terre della Badia di Frassinoro. Nel 1197 si costituì comune autonomo e figurava fra i principali del territorio amministrato dall'abbazia. Con il decadere della Badia, tutto il territorio a destra del Dragone passò sotto il controllo diretto dei modenesi; si susseguirono i conti di Gombola ed entrò poi nel feudo di Medola, assoggettato ai Montecuccoli, nel 1321. Il duca di Modena Alfonso I d'Este nel 1534 investì i Mosti di Ferrara che mantennero il dominio per 2 secoli dando il nome di contea di Rancidoro al territorio. Nel 1741 la contea passò ai Sabbatini di Fanano, i quali rimasero sino alla rivoluzione francese ed alla soppressione dei privilegi feudali. Dopo l'ingresso nel Regno d'Italia, nel 1869 il comune venne soppresso e passò amministrativamente sotto Montefiorino. Nel 1957 fu ricostituito comune autonomo.
Durante la seconda guerra mondiale il territorio comunale fu teatro di violenti scontri tra partigiani e nazifascisti, culminati nella strage di Monchio, Susano e Costrignano dove, il 18 marzo 1944, furono trucidati per rappresaglia 136 civili inermi dall'esercito tedesco. Tutto il territorio ha successivamente fatto parte della Repubblica partigiana di Montefiorino.

### Simboli
Lo stemma del Comune di Palagano è stato concesso con decreto del presidente della Repubblica del 2 maggio 1953.
(D.P.R. 02.05.1963)
Il castagno con sette castagne dorate ancora nel riccio, allude alle produzioni boschive del luogo mentre l'ape è simbolo di operosità.

## Monumenti e luoghi d'interesse
- Chiesa di San Giovanni Apostolo ed Evangelista

## Società

### Evoluzione demografica
Abitanti censiti

## Amministrazione
| Periodo        | Periodo        | Primo cittadino | Partito                               | Carica  | Note  |
| -------------- | -------------- | --------------- | ------------------------------------- | ------- | ----- |
| 29 maggio 1972 | 5 giugno 1993  | Giovanni Meldi  | Democrazia Cristiana                  | Sindaco | [ 9 ] |
| 6 giugno 1993  | 12 maggio 2001 | Domenico Guigli | Democrazia Cristiana poi lista civica | Sindaco | [ 9 ] |
| 13 maggio 2001 | 14 maggio 2011 | Paolo Galvani   | centro-sinistra                       | Sindaco | [ 9 ] |
| 15 maggio 2011 | in carica      | Fabio Braglia   | lista civica Aria nuova               | Sindaco | [ 9 ] |

### Gemellaggi
- Carqueiranne